# Au large du désert
Pour plus de détails, voir Fiche technique et Distribution.
Au large du désert est un court métrage français réalisé en 1962 par Henri Fabiani, sorti en 1965.

## Synopsis
Les hommes au travail sur un bateau breton - le Rubis, de Camaret - au cours d'une campagne de pêche à la langouste au large de la Mauritanie.

## Fiche technique
- Titre : Au large du désert
- Réalisation : Henri Fabiani
- Commentaire : Guillaume Hanoteau, dit par Jean Martinelli
- Photographie : André Dumaître
- Musique : Georges van Parys
- Format : Couleurs / Noir et blanc
- Genre : Documentaire
- Durée : 18 minutes
- Date de sortie : 1965